# XIX Juegos Centroamericanos y del Caribe
Los XIX Juegos Centroamericanos y del Caribe se realizaron en San Salvador, El Salvador entre el 19 de noviembre y el 30 de noviembre de 2002.
Estos fueron los segundos Juegos que organizó la ciudad centroamericana, siendo los primeros realizados en el año 1935.

## Historia
En San Salvador 2002, México consiguió el primer lugar del medallero, dejando el segundo lugar para Venezuela. México aprovechó la ausencia de Cuba, ganador de las últimas justas, que desistió su participación aduciendo falta de seguridad para sus atletas. México contabilizó al final de la última jornada 351 medallas en total, 138 de oro, 111 de plata y 102 de bronce. Los venezolanos sumaron 277 medallas, 103 de oro, 94 de plata y 80 de bronce. La delegación dominicana ocupó la cuarta posición detrás de México, Venezuela y Colombia. Según las autoridades deportivas salvadoreñas, la organización y construcción de escenarios deportivos para la XIX edición de los Juegos, costó alrededor de 65 millones de dólares.

## Símbolos[4]

### Logo
El logo está compuesto por una llama de color amarillo, lo cual significa lo cálido de la tierra Centroamericana y representa la pasión que surge del deseo competitivo de los Juegos, así como la del oro de las medallas; también representa las virtudes energéticas de nuestra raza. Dentro de esta llama, están los números romanos XIX, los cuales indican el número de esta edición de los Juegos Centroamericanos y del Caribe; el número es representado por dos figuras humanas en forma de equis, saludando con los brazos en alto; la figura roja representa a la mujer, la pasión y el sentimiento de ganar y la azul representa al hombre, la unidad, la simpatía y pureza de los Juegos. En medio de estas figuras, se encuentra una barra fusiforme de color verde, esta representa la esperanza del triunfo y la nobleza del deporte, que sirve para hermanar a los pueblos, en este caso a los países que compiten con un solo objetivo: triunfar.

### Mascotas
Las mascotas contribuían a amplificar la identificación de los juegos entre la gente de América Central y del Caribe. Estas son tres: Chica, una periquita verde que representa la supervivencia, el futuro del medio ambiente y el reto de la mujer del nuevo siglo; Chepe, un mapache "de las criaturas del maíz viviente" que representa la hospitalidad del salvadoreño; y Chamba, un águila que simboliza el más alto triunfo de los atletas y representa nuestra libertad y esperanza. Estas tres mascotas representan la fauna salvadoreña, y son símbolos ecológicos para la conservación de las especies.

### Antorcha
Como es tradición, el fuego de los Juegos Centroamericanos y del Caribe se encendió en la zona arqueológica de Teotihuacán el 7 de noviembre de 2002. Durante la ceremonia, el presidente del Comité Olímpico Mexicano (COM), Felipe Muñoz, explicó que "Así como en Atenas se inicia el fuego de los Juegos Olímpicos, en México se enciende el de los Juegos Centroamericanos y del Caribe, por ser el país que le dio origen a la justa regional". El 9 de noviembre de dicho año, tres paracaidistas comenzaron su descenso sobre el Estadio Nacional Jorge "Mágico" González, uno de ellos portaba el Fuego traído desde Teotihuacán. El entonces presidente de El Salvador, Francisco Flores, encendió la antorcha. Luego le cedió la flama a Jorge "El Mágico" González, para que iniciara un recorrido alrededor del Estadio. El arquero Jorge Jiménez recibió la antorcha de manos del "Mágico", para correr con ella dentro de la pista del estadio. Después recibió el último relevo dentro del estadio Gustavo Manzur, luchador salvadoreño. Luego del espectáculo, el Fuego Nuevo salió de la capital salvadoreña. El 10 de noviembre la Antorcha partió hacia la Isla de Meanguera a las 5:30 de la tarde, acompañada por 100 balsas artesanales que iluminaron el recorrido con pequeños faroles. Entre el 11 y el 18 de noviembre, la antorcha cruzó por los municipios de  La Unión, San Francisco Gotera,  San Miguel,  San Vicente, Sensuntepeque, Cojutepeque, Chalatenango y  Santa Tecla. Posteriormente, el 19 de noviembre el Fuego partió a la zona occidental, empezando en Sonsonate, luego en Ahuachapán y las Ruinas del Tazumal en Santa Ana. El 22 de noviembre inició su camino al Lago de Coatepeque, y como recta final hacia el Monumento del Hermano Lejano. De ahí partió para la Plaza Salvador del Mundo en la capital para culminar su trayectoria con un festival de marimba y orquestas nacionales.

## Deportes
En la XIX edición de los Juegos Centro Americanos y del Caribe se disputaron 38 disciplinas deportivas. Los eventos de vela se llevaron a cabo en México, los eventos de hockey sobre césped y de Raquetbol se realizaron en Puerto Rico y los eventos de balonmano se realizaron en República Dominicana. Las disciplinas son:
| - Atletismo - Bádminton - Baloncesto - Balonmano - Béisbol - Bowling - Boxeo - Canotaje | - Ciclismo - Clavados - Equitación - Esgrima - Fútbol - Gimnasia artística - Gimnasia rítmica - Hockey sobre hierba | - Judo - Karate - Levantamiento de pesas - Lucha - Nado sincronizado - Natación - Patinaje de velocidad - Pentatlón moderno | - Raquetbol - Remo - Sóftbol - Squash - Taekwondo - Tenis - Tenis de mesa - Tiro deportivo | - Tiro con arco - Triatlón - Vela - Voleibol - Voleibol de playa - Waterpolo |

## Medallero

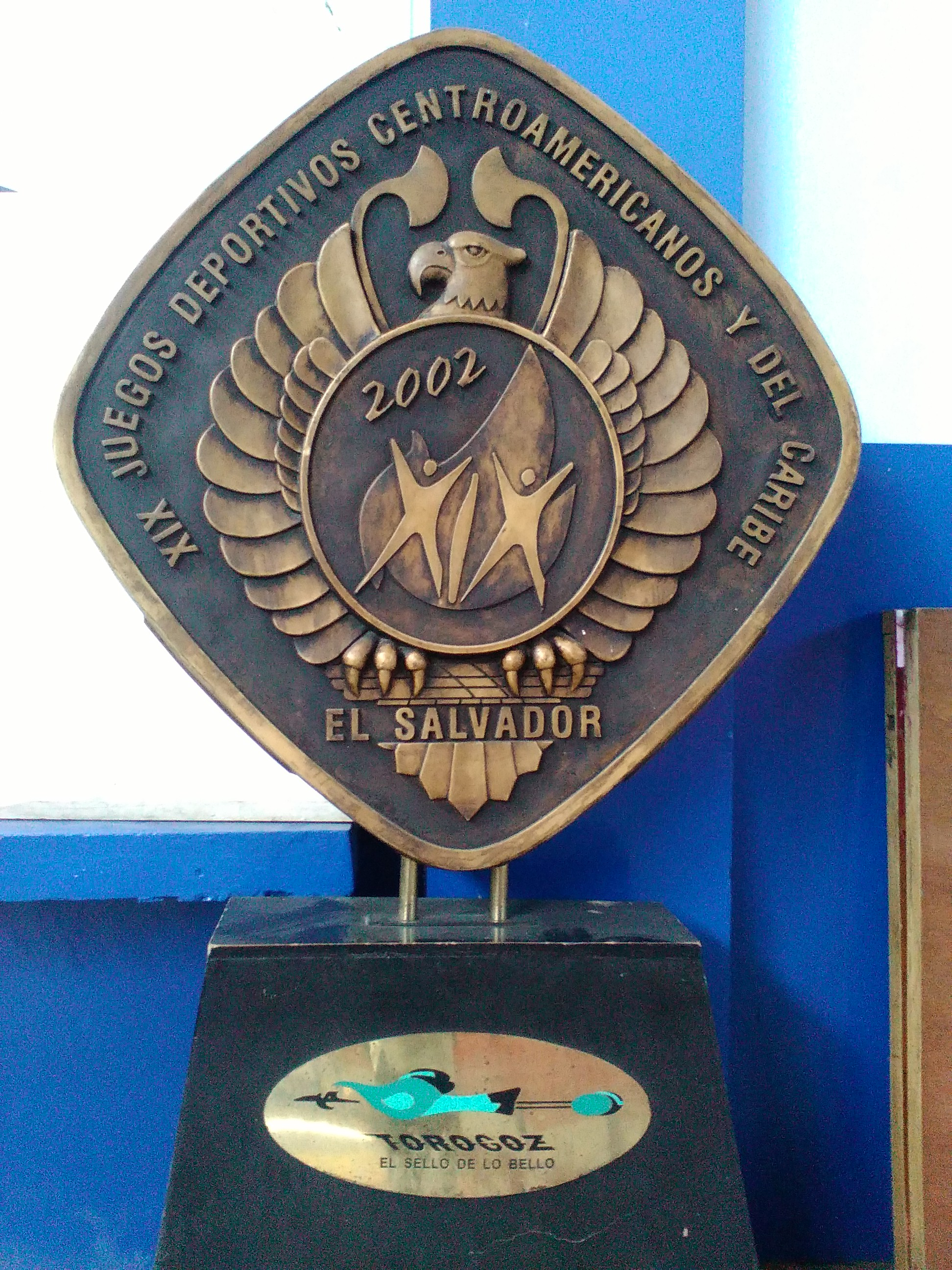
Réplica de la medalla entregada en los XIX Juegos Centroamericanos y del Caribe San Salvador 2002. Este monumento se encuentra dentro de las instalaciones del Complejo Deportivo de la Universidad de El Salvador.

La tabla se encuentra ordenada por la cantidad de medallas de oro, plata y bronce.
Si dos o más países igualan en medallas, aparecen en orden alfabético.País anfitrión en negrilla.

Fuente: Organización deportiva de México
| Medallería Juegos Centroamericanos y del Caribe 2002 |                                      |     |       |        |       |
| Pos                                                  | País                                 | Oro | Plata | Bronce | total |
| 1                                                    | México                               | 138 | 111   | 102    | 351   |
| 2                                                    | Venezuela                            | 103 | 94    | 80     | 277   |
| 3                                                    | Colombia                             | 62  | 60    | 57     | 179   |
| 4                                                    | República Dominicana                 | 35  | 38    | 59     | 132   |
| 5                                                    | Puerto Rico                          | 30  | 47    | 57     | 134   |
| 6                                                    | Guatemala                            | 20  | 23    | 47     | 90    |
| 7                                                    | El Salvador                          | 18  | 39    | 66     | 123   |
| 8                                                    | Jamaica                              | 6   | 10    | 8      | 24    |
| 9                                                    | Trinidad y Tobago                    | 5   | 1     | 11     | 17    |
| 10                                                   | Costa Rica                           | 4   | 3     | 6      | 13    |
| 11                                                   | Haití                                | 2   | 2     | 6      | 10    |
| 12                                                   | Panamá                               | 2   | 2     | 2      | 6     |
| 13                                                   | Islas Vírgenes de los Estados Unidos | 2   | 0     | 1      | 3     |
| 14                                                   | Barbados                             | 1   | 2     | 6      | 9     |
| 15                                                   | Surinam                              | 1   | 1     | 2      | 4     |
| 16                                                   | Honduras                             | 1   | 0     | 8      | 9     |
| 17                                                   | Nicaragua                            | 1   | 0     | 4      | 5     |
| 18                                                   | Islas Caimán                         | 1   | 0     | 1      | 2     |
| 19                                                   | Islas Vírgenes Británicas            | 1   | 0     | 0      | 1     |
| 20                                                   | Santa Lucía                          | 1   | 0     | 0      | 1     |
| 21                                                   | Guyana                               | 0   | 1     | 7      | 8     |
| 22                                                   | Antigua y Barbuda                    | 0   | 1     | 1      | 2     |
| 23                                                   | Antillas Neerlandesas                | 0   | 0     | 2      | 2     |
| 24                                                   | Belice                               | 0   | 0     | 2      | 2     |
| 25                                                   | San Cristóbal y Nieves               | 0   | 0     | 2      | 2     |
| 26                                                   | Bahamas                              | 0   | 0     | 1      | 1     |
| 27                                                   | Dominica                             | 0   | 0     | 1      | 1     |
| 28                                                   | Granada                              | 0   | 0     | 1      | 1     |
| 29                                                   | Aruba                                | 0   | 0     | 0      | 0     |
| 29                                                   | Bermudas                             | 0   | 0     | 0      | 0     |
| 29                                                   | San Vicente y las Granadinas         | 0   | 0     | 0      | 0     |